# Новойовиці
Новойовиці (пол. Nowojowice, нім. Haltauf) — село в Польщі, у гміні Журавіна Вроцлавського повіту Нижньосілезького воєводства.
Населення — 157 осіб (2011).
У 1975-1998 роках село належало до Вроцлавського воєводства.

## Демографія
Демографічна структура станом на 31 березня 2011 року:
|          | Загалом | Допрацездатний вік | Працездатний вік | Постпрацездатний вік |
| -------- | ------- | ------------------ | ---------------- | -------------------- |
| Чоловіки | 78      | 15                 | 59               | 4                    |
| Жінки    | 79      | 13                 | 53               | 13                   |
| Разом    | 157     | 28                 | 112              | 17                   |